# Tout va très bien madame la marquise
Tout va très bien madame la marquise è un film del 1936 diretto da Henry Wulschleger.

## Trama
Yonnik viene licenziato perché ha causato l'incendio del castello della Marchesa de Ploevic. Assunto da un direttore di un music-hall di Parigi, fa poi ritorno nel suo villaggio bretone per trovare la fidanzata trascurata.

## Ricezione
Al momento della sua uscita, due deputati Paul Ihuel e Louis Monfort, interrompono una delle proiezioni del film per protestare contro l'immagine che ha dato della Bretagna.